# Estarreja
Estarreja – miejscowość w Portugalii, leżąca w dystrykcie Aveiro, w regionie Centrum w podregionie Baixo Vouga. Miejscowość jest siedzibą gminy o tej samej nazwie.

## Demografia
| Liczba ludności gminy Estarreja (1801–2011) | Liczba ludności gminy Estarreja (1801–2011) | Liczba ludności gminy Estarreja (1801–2011) | Liczba ludności gminy Estarreja (1801–2011) | Liczba ludności gminy Estarreja (1801–2011) | Liczba ludności gminy Estarreja (1801–2011) | Liczba ludności gminy Estarreja (1801–2011) | Liczba ludności gminy Estarreja (1801–2011) | Liczba ludności gminy Estarreja (1801–2011) | Liczba ludności gminy Estarreja (1801–2011) |
| ------------------------------------------- | ------------------------------------------- | ------------------------------------------- | ------------------------------------------- | ------------------------------------------- | ------------------------------------------- | ------------------------------------------- | ------------------------------------------- | ------------------------------------------- | ------------------------------------------- |
| 1801                                        | 1849                                        | 1900                                        | 1930                                        | 1960                                        | 1981                                        | 1991                                        | 2001                                        | 2004                                        | 2011                                        |
| 17 075                                      | 26 147                                      | 34 041                                      | 23 397                                      | 25 213                                      | 26 261                                      | 26 742                                      | 28 182                                      | 28 279                                      | 26 997                                      |

## Sołectwa
Sołectwa gminy Estarreja (ludność wg stanu na 2011 r.):
- Avanca – 6189 osób
- Beduído – 7544 osoby
- Canelas – 1438 osób
- Fermelã – 1332 osoby
- Pardilhó – 4176 osób
- Salreu – 3815 osób
- Veiros – 2503 osoby